# 박민하 (1991년)
박민하(朴珉河, 1991년 6월 27일 ~ )는 대한민국의 배우이다.

## 학력
- 서울갈산초등학교 (졸업)
- 목일중학교 (졸업)
- 목동고등학교 (졸업)
- 동국대학교 연극영화학과 (제적)

## 출연작

### 드라마
- 2010년 MBC 《글로리아》 17회
- 2013년 MBC 에브리원 《무작정패밀리 시즌2》 36회 - 민하 역[2]
- 2013년 tvN 《응답하라 1994》 7회 - 성나정의 친구 역 (특별출연)
- 2014년 tvN 《아홉수 소년》 - 이고은 역
- 2017년 tvN 《아르곤》 - 이진희 역
- 2018년 JTBC 《으라차차 와이키키》 - 예린 역

### 영화
- 2017년 《리얼》 - 시에스타 서빙페리 역

### 예능
- 2013년~2015년 SUPER ACTION 《UFC 인사이드》 - MC
- 2015년 MBC 《마이 리틀 텔레비전》
- 2020년 KBS Joy 《셀럽뷰티》 - MC

### 뮤직비디오
- 2010년 제국의 아이들 '하루종일'

### 광고
| 일시   | 기업           | 브랜드           | 품목          |
| ------ | -------------- | ---------------- | ------------- |
| 2011년 | CJ E&M         | 넷마블 엠스타    | 온라인 게임   |
| 2011년 | CJ제일제당     | 컨디션 헛개수    | 음료          |
| 2011년 | 웅진플레이도시 | 웅진플레이도시   | 워터파크      |
| 2012년 | 삼성전자       | 삼성 갤럭시 S3   | 스마트폰      |
| 2012년 | 웅진플레이도시 | 웅진플레이도시   | 워터파크      |
| 2012년 | 피에프디       | 미즈온           | 화장품        |
| 2013년 | 네오위즈게임즈 | 슬러거           | 온라인 게임   |
| 2013년 | 오리온홀딩스   | 스윙칩           | 과자          |
| 2014년 | 오리온홀딩스   | 스윙칩           | 과자          |
| 2017년 | LF             | 질바이질스튜어트 | 신발          |
| 2017년 | 아이더         | 아이더           | 아웃도어      |
| 2017년 | 클라우드게이트 | 레전드 야구존    | 스크린 스포츠 |
| 2018년 | LG전자         | LG V40 ThinQ     | 스마트폰      |

## 그 외 활동

### 모델 활동
- 2008년 SBS 슈퍼모델 선발대회